# Ravagnano
La Famiglia Ravagnano è stata una famiglia di tipografi, editori e librai italiani, attivi nella seconda metà del XVI secolo a Verona, nella Repubblica di Venezia.

## Tracce biografiche
Sono scarse le informazioni inerenti alla famiglia Ravagnano. Si suppone che il nucleo familiare fosse composto da Paolo Ravagnano, la moglie Virginia e la figlia Paola. Paolo, il cui cognome ci è pervenuto anche nelle forme di Ravagnani e Ravegnano, era, secondo il veronese Giambattista Carlo Giuliari, un "oriundo Asolano", trasferitosi a Verona per aprire un'attività di libreria, il cosiddetto Giglio rosso o Zio. Il periodo di attività del Ravagnano editore fu dal 1559 al 1561, ultimo anno delle pubblicazioni con il suo nome e probabile anno della sua morte.
Ancora più carenti sono le informazioni riguardo alla figlia Paola e alla moglie Virginia. Quest'ultima continuò a gestire l'attività libraria dalla morte di Paolo fino almeno al 1595. Non si hanno invece notizie certe sul proseguimento dell'attività editoriale.

## Marca tipografica utilizzata

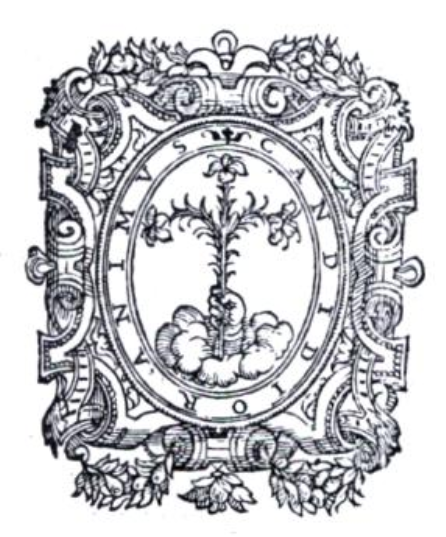
Marca tipografica utilizzata da Paolo Ravagnano. T63, CNCM 908

Nonostante Giuliari evidenzi la vocazione di Paolo Ravagnano come editore e libraio, è certo l'utilizzo di una marca tipografica che suggerisce dunque il suo ruolo di tipografo. Essa raffigura tre gigli retti da una mano attorniati dal motto Candidior animus (animo più candido) in cornice figurata. La presenza dei gigli rimanda al nome della libreria della famiglia, Il giglio rosso.

## Edizioni
Di seguito sono riportate le edizioni pubblicate dalla famiglia Ravagnano.

### 1559
- Del Bene Giovanni, A li curati principianti Gioanni Del Bene arciprete di Santo Stephano, & vicario del vescouato di Verona, In Verona : appresso Paulo Rauagnano alla libraria dal Giglio[4]
- Del Bene Giovanni, Orationi da dire auanti et dopoi la messa composte per Gioanni del Bene vicario del vescouato di Verona, a' consolatione di sacerdoti, & de laici, che desiderano trar frutto di tanto misterio, In Verona : appresso Paulo Rauagnano alla libraria dal Giglio[5]

### 1560

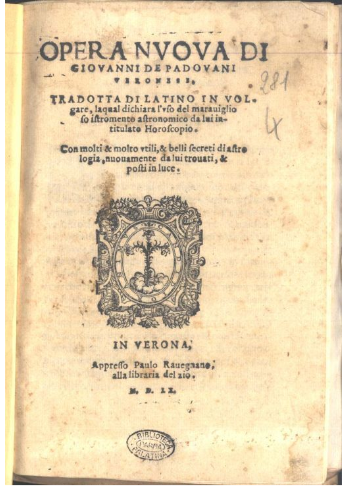
Frontespizio de lOpera Nuova di Giovanni Padovani edita da Paolo Ravagnano, 1560

- Caroto Giovanni, De le antiqita [!] de Verona con noui agionti da m. Zuane Caroto pitore veronese cioe pitafi con li sua adornamenti et alchuni soneti in laude dilautore et dilopera laquale e nessesaria adogni qualita di persone apittori aintaliatori et architeti con le sue misure per ogni antigalia, Verona : apreso Paulo Rauagnani libraro al gillio[6]
- Padovani Giovanni, Opera nuoua di Giouanni de Padouani veronese, tradotta di latino in volgare, la qual dichiara l'vso del marauiglioso istromento astronomico, da lui intitulato Horoscopio. Con molti & molto vtili, & belli secreti di astrologia, nuouamente da lui trouati, & posti in luce, In Verona : appresso Paulo Rauegnano alla libraria del Zio[7]
- Palermi Valerio, Valerii Palermi Veronensis Oratio, habita in funere Ludouici Nogarolae comitis, Veronae : apud Paulum Rauagnanum ex officina Lilii[8]
- Pitati Pietro, Compendium Petri Pitati Veronensis in Academia philarmonica Mathesim profitentis super annua solaris, atque lunaris anni quantitate, Paschalis item solemnitatis iuxta veteres ecclesiae canones recognitione Romanique calendarii instauratione, deque vero passionis dominicae die; Ortu quoque et occasu stellarum fixarum, in tres diuisum tractatus, Veronae : apud Paulum Rauagnanum[9]

### 1561
- Bonacolsi Andrea, Copia di vna littera venuta nouamente dalla citta di Pera, la qual dinota le grande, & spauenteuole cose comparse, con la impetuosa mossa fatta dalli Giudei, vsciti dalli Monti Caspi, contra il gran Turco, ..., Stampata in Verona : alla libraria del Giglio, il di tre di maggio[10]
- Fumanelli Antonio, Antonii Fumanelli Veronensis medici Opuscola quaedam medicinalia, quorum catalogum in sequenti pagina reperies, Veronae : apud Paulum Rauagnanum Bibliotecha lilii[11]